# Cire de son de riz
La cire de son de riz est la cire végétale extraite de l'huile de riz (Oryza sativa). 

## Composition
Elle contient principalement des esters d'acides gras (acides palmitique, béhénique et lignocérique) ainsi que des esters d'alcools gras (alcools cérylique et mélissylique).
Cette cire contient également du squalène et des phospholipides.

## Utilisation
Elle possède, avec la cire de carnauba, un des points de fusion (77-82 °C) les plus hauts parmi les cires d'origine naturelle. Elle a donc tout comme cette dernière de nombreuses applications dans l'enrobage alimentaire, les revêtements hydrophobes et les cosmétiques (émollient),. Elles est désignée par le numéro E908.